# إياد علاوي
إياد هاشم حسين علاوي الربيعي(31 مايو 1944 -)، سياسي عراقي. تولى رئاسة الحكومة العراقية المؤقتة التي تلت مجلس الحكم العراقي وذلك بالفترة من 28 يونيو 2004 إلى 6 أبريل 2005.

## مؤهلاته العلمية
وهو خريج ثانوية كلية بغداد في العراق وخريج كلية الطب في جامعة بغداد عام 1970، حصل بعدها على شهادة الماجستير من جامعة لندن عام 1975 والدكتوراه من ذات الجامعة عام 1979. وعمل كاستشاري في علم الوبائيات والصحة البيئية لدى اليونيسف 1979-1981.

## نشاطه السياسي

### ضمن حزب البعث
كان عضواً في حزب البعث، وعضواً في مكتب في القيادة القطرية، إلا أنه اختلف مع رئيس الجمهورية ونائبه وترك العراق إلى بيروت عام 1971. وفي عام 1972 غادر إلى لندن لإكمال الدراسات العليا. وفي عام 1973 انتخب مسؤولاً للتنظيم القومي لحزب البعث في أوروبا الغربية وبعض بلدان الخليج العربي، إلا أنه استقال رسمياً من حزب البعث عام 1975.

### خارج حزب البعث
- أسس منذ عام 1974 تنظيماً سرياً مع بعض العراقيين منهم د.تحسين معله وهاني الفكيكي واللواء الركن حسن النقيب والعقيد سليم شاكر والمقدم الطبيب صلاح شبيب. وفي عام 1990 أعلن عن التنظيم بشكل علني وذلك في بيروت، وسميت الحركة حركة الوفاق الوطني العراقي، وانتخب أميناً عاماً لها عام 1991، وجدد انتخابه عام 1993.
- تعرض لمحاولة اغتيال في فبراير من عام 1978 أصيب خلالها وبقي في المستشفى لأكثر من عام للعلاج.

### العودة للعراق
كان علاوي أحد أعضاء لجنة المتابعة والتنسيق، التي أقرها مؤتمر لندن للمعارضة العراقية عام 2002، وهدفه التحضير لحكم العراق ما بعد صدام حسين، حيث كانت الولايات المتحدة تعد العدة لتغيير النظام في العراق واحتلاله.

بعد الغزو الأمريكي للعراق بعام 2003 اختير عضواً في مجلس الحكم العراقي الذي أسسته قوات التحالف الدولي. وترأس إحدى دورات المجلس وذلك في أكتوبر 2003، واستمرت فترة رئاسته شهراً كما كان محدد.

### رئيساً للوزراء
في 28 يونيو 2004 شكلت الحكومة العراقية المؤقتة لتخلف مجلس الحكم وسلطة الحاكم المدني الأمريكي بول بريمر. وقد شهدت فترة حكمه القصيرة القيام بعمليات عسكرية لمواجهة نفوذ جيش المهدي حيث قاد حملة ضدهم في النجف ومحاصرتهم في الروضة الحيدرية، وقد تعرض على إثر ذلك لمحاولة اغتيال في إحدى الجوامع في مدينة النجف أدت إلى إصابته بجروح.
وبعدها قام ببدء حملة عسكرية واسعة على الفلوجة للقضاء على المسلحين
وقد أعطى الأوامر للقوات متعددة الجنسيات والقوات العراقية لبدء حملة عسكرية واسعة على مدينة الرمادي مشيراً إلى أن هذه العملية ستنتهي مع القضاء على المجموعات المسلحة التي تسيطر على المدينة.

### انتخابات مجلس النواب العراقي 2010 و2014
حازت القائمة العراقية برئاسته في انتخابات مجلس النواب العراقي والتي أجريت في 7 مارس 2010 على 91 مقعداً من أصل مقاعد البرلمان، واحتلت القائمة بذلك على المركز الأول من بين الكيانات المتنافسة. أما في انتخابات مجلس النواب العراقي الأخيرة لعام 2014 فقد تزعم ائتلاف الوطنية وتراجع عدد مقاعد كتلته إلى 21 مقعداً. ولقد حصل أياد علاوي على 229,709 صوت في بغداد حائزا بذلك على المركز الثاني في المحافظة بعد رئيس الوزراء السابق نوري المالكي .

## إلغاء منصبه
في 9 أغسطس 2015 أعلن حيدر العبادي عن مجموعة قرارات وإصلاحات أبرزها إلغاء مناصب نواب رئيس الجمهورية (نوري المالكي وأسامة النجيفي وإياد علاوي) ونواب رئيس مجلس الوزراء (بهاء الأعرجي وصالح المطلك وروز نوري شاويس) في استجابة للاحتجاجات الشعبية، وأقر مجلس الوزراء العراقي القرارات التي أصدرها.